# Ала Кјезура (Тревизо)
Ала Кјезура (итал. Alla Chiesura) је насеље у Италији у округу Тревизо, региону Венето.
Према процени из 2011. у насељу је живело 37 становника. Насеље се налази на надморској висини од 23 м.